# Duitse Esperanto-Bond
De Duitse Esperanto-Bond (DEB) of de Germana Esperanto-Asocio werd in 1906 gesticht en heeft de taak, de taal Esperanto in Duitsland te promoten. In het Duits heet de bond Deutscher Esperanto-Bund en in  het Esperanto Germana Esperanto-Asocio. Voorzitter is de taalwetenschapper Rudolf Fischer uit Münster. De DEB heeft 1600 leden en is aangesloten bij de Esperanto-wereldvereniging, zoals ook de Nederlandse Esperantovereniging Esperanto Nederland.
De DEB organiseert taalcursussen, seminaars en het Duitse Esperanto-Congres (in 2008 in Essen). Het verenigingsblad heet Esperanto aktuell. In Herzberg am Harz is het opleidingscentrum van de DEB.